# الملثمون
الملثمون هم الجيل الثاني من قبيلة صنهاجة الأمازيغية وقد أسسوا مملكة أودغست الإسلامية، ثم دولة المرابطين، وهم أسلاف أزناگة بدليل أنهم يحتلون نفس المناطق التي يحتلها الطوارق الآن، بل إن أسماء بعض قبائل الطوارق لا تزال هي نفسها أسماء قبائل الملثمين في العصور الوسطى، فقبيلة إقدالن الحالية هي بقية قبيلة جدالة ، وكذلك قبيلة إنمغراون هي بقية قبيلة مغراوة ، وأيضا قبيلة إمسوفن هي بقية قبيلة مسوفة. 

## قبائل الملثمين
يتحدث ابن خلدون عن الملثمين، قيقول:
| الملثمون | هذه الطبقة من صنهاجة هم الملثمون المواطنون بالقفر وراء الرمال الصحراوية بالجنوب، أبعدوا في المجالات هنالك منذ دهور قبل الفتح لايعرف أولها. فاصحروا عن الأرياف ووجدوا بها المراد وهجروا التلول وجفوها، واعتاضوا منها بألبان الأنعام ولحومها انتباذا عن العمران، واستئناسا بالانفراد، وتوحشا بالعز عن الغلبة والقهر. فنزلوا من ريف الحبشة جوارا، وصاروا ما بين بلاد البربر وبلاد السودان حجزا واتخذوا اللثام خطاما تميزوا بشعاره بين الأمم، وعفوا في تلك البلاد وكثروا. وتعددت قبائلهم من كذالة فلمتونة فمسوقة فوتريكة فناوكا فزغاوة ثم لمطة إخوة صنهاجة كلهم ما بين البحر المحيط بالمغرب إلى غدامس من قبلة طرابلس وبرقة. | الملثمون |

قبائل الملثمين وفيرة العدد قيل إنها تجاوزت السبعين، وقد ذكر المؤرخون أن من أهمها قبائل لمتونة، وجدالة، ومسوفة، ولمطة، وترغة، وسرته، وجزولة، وسمطة، وتازكاغت، وكاكدم، وتندغ، وانتصر، وبنو نيتسر، وتريكة، وزغاوة ، وواشان، وثمالة، وإيتوارى، ومداسة، وكدالة، وهكسورة. ولكن أهم هذه القبائل جميعا لمتونة، ثم جدالة، ثم مسوفة.  وقد كانت الرياسة في قبائل الملثمين على العموم للمتونة، التي كانت تنازع جدالة هذه الزعامة باستمرار حتى كتب لها الظفر آخر الأمر.  كما كانت الرياسة في لمتونة معقودة لبني ورتنطق، الذين أنجبوا أمير المسلمين يوسف بن تاشفين. 

## موطن الملثمين
قبائل الملثمين كانت تضرب في شمال إفريقيا في بوادي المغرب وسهوله، شأنها شأن إخوتها من قبائل صنهاجة ولكنها أخذت منذ القرن الثالث الميلادي تهجر مواطنها متجهة صوب المغرب، ثم ما لبثت أن انحدرت نحو الجنوب. وعندما استخدمت الإبل كانت ترتاد الصحراء وتستقر في بعض جهاتها منذ وقت بعيد. وكانت هذه القبائل تدفع إلى الصحراء موجة في إثر موجة، لا تكاد تستقر الموجة الأولى في وطنها الجديد، حتى تغادر نحو الجنوب ليحل محلها فوج آخر وهكذا دواليك.  وقد أذكت الغزوات العربية تيار الهجرة، ففرت بعض القبائل الصنهاجية أمام الفاتحين إلى المغرب الأقصى، فلما أوغل الفاتحون في هذه البلاد فرت بعض القبائل الصنهاجية إلى الصحراء. وقد كانت ديار قبائل السودان تتخطى منحنى النيجر موغلة نحو الشمال، وكانت تقف حجر عثرة أمام هذه القبائل الصنهاجية ، فلما انتشر الإسلام في ديار صنهاجة أخذت تعمل على نشره بين قبائل السودان واتخذت هجرتها نحو الجنوب طابع الجهاد المقدس، فأخذت تدفع السود نحو الجنوب دفعا حتى تم لها إدراك منحنى النيجر في هجرتها.  وقد بلغت هذه الحركات الذروة في القرن الخامس الهجري، وبعد أن تم توحيد هذه القبائل تحت لواء عبد الله بن ياسين، أخذت تتدفق إلى الشمال مرة أخرى، مساهمة في تأسيس دولة المرابطين، بل إن الطوارق – أحفاد صنهاجة – لا زالوا حتى اليوم يعتقدون أنهم انحدروا إلى ديارهم من الشمال. حدد المؤرخون لقبائل الملثمين وطنا عاما يمتد من غدامس جنوب طرابلس إلى المحيط الأطلسي، في المناطق الصحراوية، التي تلي سلسلة الجبال المعروفة بجبال درن، كما يمتد هذا الوطن العام من جبال درن في الشمال حتى مصب نهر السنغال، بل يمتد إلى منحنى النيجر أو يجاوزه بقليل، بل تتخطى مضاربهم هذا النهر إلى الشرق بمراحل عديدة، فتصل إلى تادمكه في قلب الصحراء الكبرى. 

## الطوارق أخلاف الملثمين
الطوارق في العصر الحاضر لا يزالون يحتلون نفس البقاع، التي كانت تحتلها شعوب الملثمين في العصور الوسطى، فهم يحتلون المناطق الممتدة من الطرف الشرقي لصحراء ليبيا عند فزان، حتى منطقة المحيط الأطلسي في غرب إفريقيا. وهذه البيئة بيئة عزلة تمكن هذه القبائل الضاربة في فيافي الصحراء من أن تعيش مستقلة، بعيدة عن أية مؤثرات، قد تغير من الحياة التي ألفها أجدادهم في العصور الوسطى. فقد ظلت الصحراء الكبرى على الأقل في معزل عن التيارات الأجنبية الوافدة على المغرب في العصور الحديثة، فالنفوذ التركي لم يجاوز المناطق الساحلية، فلما تمكن الفرنسيون من بسط نفوذهم في المغرب، بدءوا يوغلون في الصحراء، ويسجلون ما يشاهدون، ويعنون بهذه القبائل الملثمة الضاربة فيها، وقد استطاعوا بعد دراسة هذه البيئة الخاصة أن يثبتوا أن الملثمين في العصر الحاضر لا يختلفون كثيرا عنهم في العصور الوسطى، حتى إن أسماء بعض القبائل ظلت كما هي دون أن تتغير، ولا زال الأحفاد يحسون بصلتهم بالأجداد. 